# Javed
Javed  è un nome proprio di persona persiano e urdu maschile.

## Origine e diffusione
Il nome, che è scritto جاود in alfabeto persiano e جاوید in alfabeto urdu (e in quest'ultimo traslitterato anche come Javaid o Jawed), deriva dal termine persiano che vuol dire "eterno". Ha quindi lo stesso significato dei nomi Ambrogio, Atanasio e Khalid.

## Persone

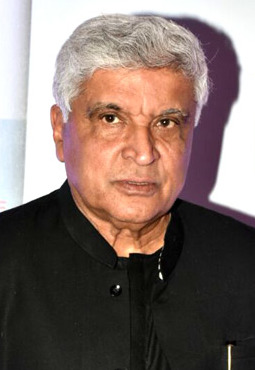
Javed Akhtar

- Javed Akhtar, sceneggiatore, paroliere e poeta indiano
- Javed Iqbal, assassino seriale pakistano
- Javed Jaffrey, attore indiano

### Varianti
- Jawed Karim, imprenditore e informatico tedesco